# Powiat Kodama
Powiat Kodama (jap. 児玉郡 Kodama-gun) – powiat w Japonii, w prefekturze Saitama. W 2024 roku liczył 53 661 mieszkańców.

## Miejscowości
- Kamikawa
- Kamisato
- Misato